# Angadenia lindeniana
Angadenia lindeniana är en oleanderväxtart som först beskrevs av Müll. Arg., och fick sitt nu gällande namn av John Miers. Angadenia lindeniana ingår i släktet Angadenia och familjen oleanderväxter. Inga underarter finns listade i Catalogue of Life.